# Advanced Aerodynamics and Structures Inc.
AASI of Advanced Aerodynamics and Structures Inc (oorspronkelijk ASI, Aerodynamics and Structures Inc.) was een vliegtuigbouwer, gevestigd in Long Beach, Californië. Het bedrijf werd opgericht door Darius Sharifzadeh om een lijn van zakenvliegtuigen met een onconventionele configuratie, de Jetcruzer, te ontwikkelen en fabriceren. 
Het Jetcruzer programma werd belemmerd door een lange ontwikkelingsfase, en ondanks dat het eerste prototype (de 450) al in 1989 al vloog, had AASI in 2002 nog steeds de Jetcruzer niet in productie. In datzelfde jaar kocht AASI de activa van Mooney Aircraft Company, en veranderde haar naam in Mooney Aerospace Group (MASG). 
Kort daarna stelde MASG de verdere ontwikkeling van de Jetcruzer uit, om zich te concentreren op de traditionele lijn van lichte vliegtuigen van Mooney. De Jetcruzer aandelen werden aangeboden in november 2003, en uiteindelijk verkocht in februari aan Innova Aircraft.
Dit was niet genoeg om het bedrijf uit de financiële problemen te helpen, en in 2004 verkocht MASG alle Mooney aandelen aan de Allen Holding Finance in mei, en werd failliet verklaard op 10 juni. 

## Producten
- Jetcruzer 450, eerste vlucht in 1989, nooit in productie gegaan)
- Jetcruzer 500, eerste vlucht in 1997, nooit in productie gegaan)
- Jetcruzer 650, alleen voorgesteld
- Stratocruzer 1250, alleen voorgesteld